# Honeypot

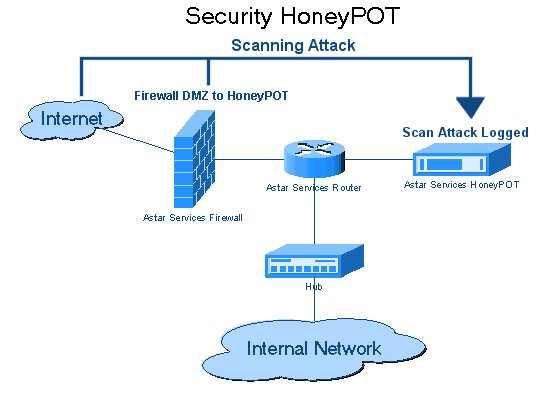
Diagrama de un Honeypot.

Un honeypot, o sistema trampa o señuelo, es una herramienta de la seguridad informática dispuesto en una red o sistema informático para ser el objetivo de un posible ataque informático, y así poder detectarlo y obtener información del mismo y del atacante.
La característica principal de este tipo de programas es que están diseñados no solo para protegerse de un posible ataque, sino para servir de señuelo invisible al atacante, con objeto de detectar el ataque antes de que afecte a otros sistemas críticos. El honeypot, sin embargo, puede estar diseñado con múltiples objetivos, desde simplemente alertar de la existencia del ataque u obtener información sin interferir en el mismo, hasta tratar de ralentizar el ataque —sticky honeypots— y proteger así el resto del sistema.
De esta forma se tienen honeypots de baja interacción, usados fundamentalmente como medida de seguridad, y honeypots de alta interacción, capaces de reunir mucha más información y con fines como la investigación.
Si el sistema dispuesto para ser atacado forma toda una red de herramientas y computadoras dedicadas en exclusiva a esta tarea se le denomina honeynet.
Honeypot es la terminología con la que se describe el recurso informático monitorizado usado para probar, que sea atacado o que se vea comprometido por ataques informáticos.
El uso principal que se le otorga a este señuelo de network es el de distraer a posibles atacantes de información y máquinas más importantes de la network real, aprender sobre las formas de ataques que pueden sufrir y examinar dichos ataques durante y después de la explotación de un honeypot.
Dado el incremento de ataques, es relevante tener una forma para poder prevenir y ver vulnerabilidades de un sistema concreto de network. Es decir, se usa un señuelo para poder proteger una network de presentes o futuros ataques.

## Tipos dehoneypots
Encontramos dos tipos principales de honeypot, estos son los físicos y los virtuales:
- Físico: se trata de una máquina real con su propia dirección IP, esta máquina simula comportamientos modelados por el sistema. Muchas veces no se utiliza tanto esta modalidad de honeypot debido al precio elevado de adquirir nuevas máquinas, su mantenimiento y a la complicación añadida de configurar hardwares especializados.
- Virtual: el uso de este tipo de honeypot permite instalar y simular huéspedes en la network procedentes de distintos sistemas operativos, para hacer esto se debe simular el TCP/IP del sistema operativo objetivo. Esta modalidad es más frecuente.

Además, también se pueden distinguir los honeypot basándose en si su finalidad es la de investigación o la de producción:
- La técnica de investigación se dirige en juntar toda la información posible de los blackhat hackers a partir de darles el acceso a sus sistemas de seguridad para que inflitren.
- La técnica de producción, en cambio, va dirigida a proteger las compañías que preparen las honeypot, mejorando sus sistemas de seguridad.

Según los criterios de diseño, los honeypots se pueden clasificar en:
1. Honeypots puros: sistemas de producción completos. Las actividades del atacante se controlan mediante el uso de un bug tap que se ha instalado en el enlace del honeypot a la red. No es necesario instalar ningún otro software. Aunque un honeypot puro es útil, el sigilo de los mecanismos de defensa puede garantizarse mediante un mecanismo más controlado.
2. Honeypots de alta interacción: imitan las actividades de los sistemas de producción que alojan una variedad de servicios y, por lo tanto, un atacante puede tener muchos servicios para perder el tiempo. Al emplear máquinas virtuales, se pueden alojar múltiples honeypots en una sola máquina física. Por lo tanto, incluso si el honeypot se ve comprometido, se puede restaurar más rápidamente. En general, los honeypots de alta interacción brindan más seguridad al ser difíciles de detectar, pero su mantenimiento es costoso. Si las máquinas virtuales no están disponibles, se debe mantener una computadora física para cada honeypot, lo que puede ser exorbitantemente costoso. Ejemplo: Honeynet.
3. Honeypots de baja interacción: simulan solo los servicios solicitados con frecuencia por los atacantes.[6] Dado que consumen relativamente pocos recursos, varias máquinas virtuales se pueden alojar fácilmente en un sistema físico, los sistemas virtuales tienen un tiempo de respuesta corto y se requiere menos código, lo que reduce la complejidad de la seguridad del sistema virtual. Ejemplo: Honey.

La sugarcane (caña de azúcar) es un tipo de honeypot que se hace pasar por un proxy abierto. A menudo puede adoptar la forma de un servidor diseñado para parecerse a un proxy HTTP mal configurado. Probablemente el proxy abierto más famoso fue la configuración predeterminada de sendmail (antes de la versión 8.9.0 en 1998) que reenviaba correos electrónicos hacia y desde cualquier destino.

## Definición del término
El término honeypot significa en inglés, literalmente, «tarro de miel». Sin embargo, los angloparlantes han usado el término para referirse a otras cosas, relacionando siempre de manera eufemística o sarcástica esas otras cosas con un tarro de miel. 
Así, han usado el término honeypot para referirse a algo tentador que resulta ser una trampa, como en castellano lo es en la fábula de Félix María Samaniego, Las moscas (fragmento):

A un panal de rica miel
dos mil moscas acudieron
que por golosas murieron
presas de patas en él.
 Félix María Samaniego, Fábula XI

## Spam honeypots
Los spammers abusan de recursos como los servidores de correo abiertos y los proxies abiertos. Algunos administradores de sistemas han creado honeypots que imitan este tipo de recursos para identificar a los presuntos spammers.
Algunos honeypots de este estilo incluyen Jackpot, escrito en Java por Jack Cleaver; smtpot.py, escrito en Python por Karl Krueger y spamhole escrito en C

## Honeypotsde seguridad
Programas como Deception Toolkit de Fred Cohen se disfrazan de servicios de red vulnerables. Cuando un atacante se conecta al servicio y trata de penetrar en él, el programa simula el agujero de seguridad pero realmente no permite ganar el control del sistema. Registrando la actividad del atacante, este sistema recoge información sobre el tipo de ataque utilizado, así como la dirección IP del atacante, entre otras cosas.[cita requerida]
- Honeynet Project es un proyecto de investigación que despliega redes de sistemas honeypot (HoneyNets) para recoger información sobre las herramientas, tácticas y motivos de los criminales informáticos.[13]
- PenTBox Security Suite es un proyecto que desarrolla una Suite de Seguridad Informática. Dentro de los programas que la engloban está disponible un Honeypot configurable de baja interacción. El proyecto es multiplataforma, programado en Ruby y está licenciado bajo GNU/GPL.[14]

## Tecnología del engaño
Recientemente, ha surgido un nuevo segmento de mercado llamado tecnología engañosa que utiliza tecnología trampa básica con la adición de automatización avanzada para escalar. La tecnología de engaño aborda la implementación automatizada de recursos trampa en una gran empresa comercial o institución gubernamental.

## Malwarehoneypots
Los honeypots de malware se utilizan para detectar malware mediante la explotación de los vectores de replicación y ataque conocidos de malware. Los vectores de replicación, como las unidades flash USB, se pueden verificar fácilmente en busca de evidencia de modificaciones, ya sea a través de medios manuales o utilizando honeypots especiales que emulan las unidades.

## Detección de loshoneypot
Así como los honeypots son armas contra los spammers, los sistemas de detección de honeypots son armas contra las que emplean los spammers. Dado que los sistemas de detección probablemente usarían características únicas de trampas trampa específicas para identificarlas, como los pares propiedad-valor de la configuración predeterminada de honeypot, muchos honeypot en uso utilizan un conjunto de características únicas más grandes y más abrumadoras para aquellos que buscan detectar y así identificarlos. Esta es una circunstancia inusual en el software; una situación en la que la "versionitis" (un gran número de versiones del mismo software, todas ligeramente diferentes entre sí) puede ser beneficiosa. También hay una ventaja en tener algunos honeypots fáciles de detectar desplegados. Fred Cohen, el inventor de Deception Toolkit, argumenta que cada sistema que ejecuta su honeypot debe tener un puerto de engaño que los adversarios puedan usar para detectar el honeypot. Cohen cree que esto podría disuadir a los adversarios.

## Honey nets
Dos o más honeypots en una red forman una honey net (red trampa). Por lo general, una red trampa se usa para monitorear una red más grande y/o más diversa en la que un señuelo puede no ser suficiente. Las Honey Nets y los Honeypots se implementan generalmente como parte de sistemas de detección de intrusos de red más grandes. Una granja de miel es una colección centralizada de honeypots y herramientas de análisis.
El concepto de la red de miel comenzó en 1999 cuando Lance Spitzner, fundador del Proyecto Honeynet, publicó el artículo "To build a Honeypot".

## Investigación periodística
En 2006, la BBC realizó una investigación para determinar la incidencia de ataques que podría sufrir un ordenador típico. En una primera fase, consistente en simplemente registrar el número y tipo de ataques, los resultados fueron que cada 15 minutos, de media, el ordenador recibía spam «molesta», típicamente ofertas fraudulentas para mejorar la seguridad del ordenador. Sin embargo, cada hora, de media, el ordenador recibía ataques más serios, de gusanos informáticos tipo SQL Slammer y MS.Blaster.
La segunda fase de la investigación consistía en dejar entrar el adware y spyware para ver sus eventuales efectos en el ordenador. El resultado fue que, de tratarse de un ordenador cualquiera en un hogar normal, hubiera quedado totalmente insegura e inservible.